# Гаевский, Валерий Вениаминович
Вале́рий Вениами́нович Гае́вский (род. 11 декабря 1958, Петриков, Гомельская область) — российский государственный и политический деятель.
Сенатор Российской Федерации — представитель от законодательной власти Ставропольского края (6 октября 2016 — 30 сентября 2021). Губернатор Ставропольского края (16 мая 2008 — 2 мая 2012). Заместитель министра регионального развития Российской Федерации (2008, 2012—2015). Заместитель министра сельского хозяйства Российской Федерации (2015—2016).

## Биография
Окончил Московский геологоразведочный институт и Ставропольский государственный университет. Кандидат экономических наук.
Работать начал помбуром, а затем буровым мастером Кавминводской комплексной гидрогеологической экспедиции.
С 1991 года был генеральным директором московского акционерного общества Брокерская фирма «Корн».
С 1996 года работал в правительстве Ставропольского края. Занимал должности заместителя председателя правительства края, министра финансов, первого заместителя председателя правительства — министра экономического развития и торговли региона.
С 2006 года — заместитель полномочного представителя Президента Российской Федерации в Южном федеральном округе.
С февраля 2008 года — заместитель министра регионального развития Российской Федерации.
С 16 мая 2008 по 2 мая 2012 года — губернатор Ставропольского края.
С 29 ноября 2009 по 16 июня 2010 — член президиума Государственного совета Российской Федерации.
2 мая 2012 года Президент России Дмитрий Медведев принял отставку Валерия Гаевского с должности губернатора Ставропольского края.
13 июля 2012 года назначен заместителем министра регионального развития Российской Федерации. 10 сентября 2014 года назначен председателем ликвидационной комиссии Минрегиона России.
4 марта 2015 года назначен заместителем министра сельского хозяйства Российской Федерации.
С 6 октября 2016 по 30 сентября 2021 года — сенатор Российской Федерации — представитель от законодательной власти Ставропольского края.

## Классный чин
- Действительный государственный советник Российской Федерации 3-го класса (1 декабря 2006)

## Семья
Жена Ольга Владимировна, имеет троих дочерей. Старшая дочь Елена по образованию экономист, средняя — Александра (1988 года рождения) работала дизайнером, сейчас ведёт блогерскую деятельность на платформе Twitch под именем mira (имеет гражданство США), также увлекается теннисом, а младшая дочка Анастасия (1991 года рождения) после окончания средней школы в Ростове-на-Дону, поступила в университет и получает высшее экономическое образование.

## Награды
- Орден Почёта (12 августа 2005 года) — за достигнутые трудовые успехи и многолетнюю добросовестную работу[11]
- Медаль ордена «За заслуги перед Отечеством» II степени (13 марта 2002 года) — за достигнутые трудовые успехи, укрепление дружбы и сотрудничества между народами и многолетнюю добросовестную работу[12]
- Медаль «За заслуги в проведении Всероссийской переписи населения»
- Медаль «За заслуги перед Ставропольским краем» (Ставропольский край, декабрь 2003 года) — за заслуги в экономическом и социальном развитии Ставрополья и многолетнюю добросовестную работу[13]
- Почётная грамота Президента Российской Федерации (12 декабря 2008 года) — за многолетнюю добросовестную государственную службу[14]